# Psephellus arpensis
Psephellus arpensis là một loài thực vật có hoa trong họ Cúc. Loài này được (Czerep.) Wagenitz mô tả khoa học đầu tiên năm 2000.